# Ceroxys confusa
Ceroxys confusa är en tvåvingeart som först beskrevs av Becker 1912.  Ceroxys confusa ingår i släktet Ceroxys och familjen fläckflugor.
Artens utbredningsområde är Iran. Inga underarter finns listade i Catalogue of Life.